# Epic Games Store
Epic Games Store là cửa hàng trò chơi điện tử kỹ thuật số của Epic Games, chạy trên nền tảng Microsoft Windows và Apple macOS. Nó ra mắt vào tháng 12 năm 2018 dưới 2 phiên bản: trang web và một là tích hợp vào trình khởi chạy độc lập (launcher) của Epic Games. Trình khởi chạy này sau đó phải được tải về và cài đặt, thì mới có thể chơi các game của Epic. Epic Games sử dụng các nền tảng truyền thông xã hội hiện có để hỗ trợ những Epic Games Store.

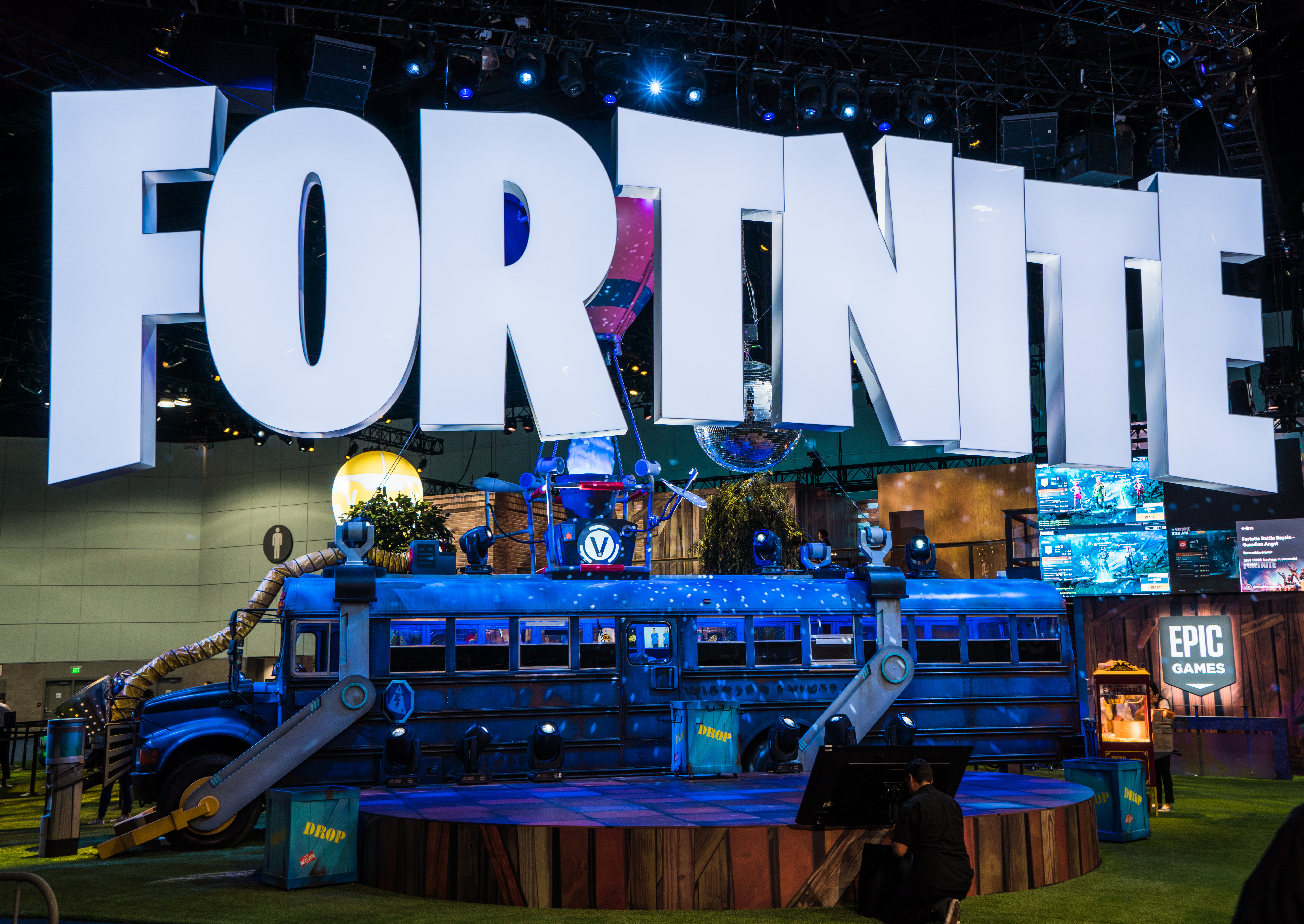
Sự thành công của Fortnite là tiên quyết hình thành nên Epic Games Store

Sau thành công của Fortnite, Epic phân phối game này trên kênh riêng của họ chứ không qua Store của hãng thứ 3. Theo nhà sáng lập Tim Sweeney, Epic Games Store ra đời để giảm đi sự thống trị việc phát hành game qua cổng Steam của Valve, cũng như mức chiết khấu 30% của hãng này là quá cao. Tim đề xuất rằng Epic có thể mở một cửa hàng phát hành games khác, cắt giảm 12% doanh thu đối với các tựa game được xuất bản thông qua cửa hàng, cũng như giảm phí cấp phép cho các nhà lập trình game khác sử dụng nền tảng Unreal Engine của họ, thường là 5% doanh thu.
Epic Games đưa kế hoạch miễn phí một trò chơi bất kì khoảng một lần hai tuần trên Store kể từ năm 2019.

## Tencent và những bất cập
Kể từ khi Tencent (nhà phát hành trò chơi điện tử lớn nhất trên thế giới) mua lại 40% cổ phần tại Epic Games, các khiếu nại liên quan đến Epic Games Store thường xuyên liên quan đến vấn đề dữ liệu về người dùng sẽ được chuyển về máy chủ Tencent tại Trung Quốc, như thể đó là phần mềm gián điệp. Lời chỉ trích này được thúc đẩy bởi một bài đăng trên Reddit tuyên bố rằng Epic Games Store đang thu thập dữ liệu người dùng và khẳng định rằng nó có liên quan đến sự tham gia của Tencent.
Do tính chất giám sát của chính phủ Trung Quốc đối với các sản phẩm được phát hành tại Trung Quốc, Tencent cũng như hầu hết các công ty truyền thông và công nghệ khác phải duy trì mối quan hệ chặt chẽ với chính phủ và cho phép chính phủ giám sát một phần công ty. Tuy nhiên, nhà sáng lập Tim Sweeney khẳng định, Tencent có rất ít quyền hạn trong việc can thiệp vào các sản phẩm cuối cùng, cũng sự việc điều hành của Epic Games.